# توماس ريتشاردز
توماس ريتشاردز (بالإنجليزية: Thomas Richards)‏ (و. 1859 – 1931 م) هو نقابي، من المملكة المتحدة، كان عضوًا في حزب العمال، توفي عن عمر يناهز 72 عاماً.

## مناصب
تولى منصب عضو البرلمان في المملكة المتحدة.